# Giacomo Bargone
Giacomo Bargone (Genova, ... – ...; fl. XVI secolo) è stato un pittore italiano del barocco attivo a Genova.

## Biografia
Studiò con Andrea e Ottavio Semini e, secondo le fonti, ancora giovane fu avvelenato dal pittore contemporaneo, Lazzaro Calvi, per gelosia di mestiere.